# Maria Emilia Fagnani Seymour-Conway
Maria Emilia Fagnani Seymour-Conway, marchesa di Hertford, detta Mie-Mie (Londra, 25 agosto 1771 – Parigi, 2 marzo 1856), è stata una nobildonna inglese di discendenza italiana. Era figlia di Costanza Brusati Fagnani e di William Douglas (1724-1810, sepolto in Saint James, Westminster), quarto duca di Queensberry.

## Biografia

### La nascita adulterina
La paternità di Maria Emilia Fagnani è ancor oggi sconosciuta e sono diversi gli aristocratici inglesi a cui è possibile attribuirla.
Durante lunghi viaggi nel nord dell'Europa, Giacomo II Fagnani e la moglie Costanza Brusati incontrarono in Inghilterra Henry Herbert (1734-1794), decimo conte di Pembroke e settimo di Montgomery, aristocratico inglese noto per le sue avventure amorose con donne italiane. I tre iniziarono a viaggiare assieme, e il conte di Pembroke iniziò una relazione segreta con Costanza Brusati Fagnani.
Nell'inverno 1769 la Brusati Fagnani e lord Pembroke giunsero Londra dove questi la introdusse ad un amico, William Douglas, terzo conte di March e quarto duca di Queensberry. Durante il regno di Giorgio III d'Inghilterra Queensbarry era fra i più noti bon vivants ed era conosciuto come “ Old Q”, perché tale lettera era dipinta sulla portiera della sua carrozza. Nell'ultimo periodo della sua vita conobbe la marchesa Costanza Brusati Fagnani e con lei ebbe una relazione amorosa.
Il 25 agosto 1771, dal club White's di St. James's, il conte fece sapere al suo amico George Selwyn che la notte prima Costanza Brusati Fagnani aveva avuto una bambina, Maria Emilia, e che questa era sua figlia. La piccola venne affidata proprio a Selwyn, che la allevò come fosse figlia sua.
Il marchese Fagnani, tuttavia, la riconobbe come figlia propria.

### Il ritorno in Italia
Nel 1777 Costanza, per compiacere i nonni Federico II Fagnani e Rosa Clerici, chiese il ritorno in Italia della figlia Maria Emilia. Tuttavia, lord March rifiutò di intercedere per Selwyn, che fu costretto a consegnare Mie-Mie (questo il soprannome della bambina) a Parigi, così che la madre potesse riportarla a Milano.
Dopo un anno dalla morte di Giacomo II Fagnani, George Selwyn giunse in Italia. L'inglese convinse la donna ad affidargli nuovamente Mie-Mie, ora che la marchesa aveva un'altra figlia (Antonietta Fagnani Arese). Costanza Fagnani accettò, e permise a George Selwyn di nominare Maria Emilia sua erede.

### La vita all'estero
Ancora adolescente, Maria Emilia Fagnani si sposò a Southampton, il 18 maggio 1798 su imposizione paterna, con Charles Francis Seymour-Conway, conte di Yarmouth (1777-1842), figlio del II marchese e di Isabella Anna Ingram-Shepherd dei conti di Irvine. Questi fu cavaliere dell'Ordine della Giarrettiera (1822). Il matrimonio fu conveniente per entrambi, ma la famiglia Seymour non accettò formalmente la ragazza.
Maria Emilia si trasferì successivamente a Parigi, dove ebbe una vita molto discussa, e dove morì nel 1856.

### Matrimonio e discendenza
Dal matrimonio con Francis Seymour-Conway, III marchese di Hertford, nacquero tre figli:
- Lady Frances Maria Seymour-Conway (1799-1822)
- Richard Seymour-Conway, IV marchese di Hertford (1800-1870), possidente terriero, collezionista e politico
- Lord Henry Seymour-Conway (1805-1859), tra i fondatori del Jockey Club de Paris

## Il personaggio
Le intricate vicende sull'affidamento della piccola Mie-Mie e soprattutto la controversa esistenza che la nobildonna visse per lunghi anni tra Londra e Parigi ebbero un'eco considerevole nella società aristocratica e alto-borghese dell'epoca. William Makepeace Thackeray nel suo romanzo edito nel 1848, "La fiera della vanità" (Vanity Fair") descrisse le vicende di lady Steyne e del marchese di Steyne ispirandosi a Maria Emilia ed a suo marito, il marchese di Hertford.
Durante gli anni della sua pazzia, Giorgio III arrivò ad annunciare ufficialmente di voler prendere Lady Hertford come sua compagna.